# Gustav Frederik Krog Clausen
Gustav Frederik Krog-Clausen (født 5. marts 1880 i Vråby, død 12. oktober 1949 på Frederiksberg), kommunelærer, sløjdskoleforstander, sløjdinspektør, ridder af Dannebrog.
Han var søn af førstelærer Julius Sophus Clausen (7. juni 1846 i Rudkøbing –13. april 1918) og hustru (Hansine) Amalie, født Krog (10. august 1853 på Omø –5. april 1894 i Enderslev), der var lærerdatter. Familien flyttede fra Vråby til det nærliggende Enderslev, som Krog-Clausen følte som sit egentlige barndomshjem. Hans storebror Anders Christian Krog-Clausen (17. februar 1877–26. marts 1939) var som broderen kommunelærer (ved skolen på la Coursvej på Frederiksberg) og cand.theol. Begge brødre er stedt til hvile i morforældrenes gravsted på Solbjerg Kirkegård på Frederiksberg, og her ligger også faderen J.S. Clausen og hans anden kone Anna Sophie Clausen, f. Krog (21. marts 1857-24. september 1914), der var G.F. Krog Clausens moster og stedmoder. Moderen ligger begravet i Enderslev. Ifølge kirkebogen er Krog-Clausen døbt med bindestreg i efternavnet; men i almindelig brug er bindestregen udeladt.
Krog Clausen var en skattet medhjælper for sløjdskoleejer Aksel Mikkelsen på Dansk Sløjdlærerskole, bl.a. ved udarbejdelsen af Dansk Sløjdforenings Modeltegninger (udgaven fra 1908), og som sekretær for »Dansk Sløjdforening« udførte han ulønnet i sin fritid hundredvis af tegninger til træsløjdmodeller.
Som forstander for Dansk Sløjdlærerskole (1912-1949) bevarede han distancen til Dansk Skolesløjds »konkurrent« Askov Skolesløjd i den mangeårige berygtede sløjdstrid de to sløjdsystemer imellem, og da den nye forstander i Askov fra 1938, Poul Vynne, søgte striden bilagt, blev han hovent tilbagevist af Krog Clausen, så først efter Keld Pedersens tiltræden som forstander for Dansk Sløjdlærerskole i 1950 begyndte der at blæse mildere vinde; de to sløjdlærerskoler kunne nu tale med hinanden; men først i 1978 blev de to sløjdretninger forenet til én. Krog-Clausen kæmpede med stor idealisme for Aksel Mikkelsens udformning af Dansk Skolesløjd som ildsjæl i sløjdlæreruddannelsen, ved arrangementer, udstillinger og udarbejdelsen af modeltegninger.
Krog Clausen var efter at have taget sløjdlærereksamen lærer på en række af Dansk Sløjdlærerskoles feriekurser, og han ledede Dansk Sløjdlærerskole for Dansk Sløjdforening 1912-18, inden han blev forstander i 1918 ved statens overtagelse af skolen, og han var en markant leder indtil sin død som 69-årig. Hans 25-års forstanderjubilæum blev fejret i 1937 og er altså regnet fra 1912. I Dansk Skolesløjd 1919 stod: »Under 8. Juni 1918 udnævntes Kommunelærer, cand.theol. G.F. Krog Clausen til Forstander for Dansk Sløjdlærerskole, som han paa Dansk Sløjdforenings Vegne har ledet siden 1912«.
Da sløjd blev obligatorisk seminariefag for mandlige seminarieelever i 1930'erne, blev Krog Clausen fast censor ved lærereksamen på seminarierne. Som midlertidig censor medvirkede overlærer M.A. Alkjær (Gentofte), der repræsenterede Askov-sløjden.
Da Krog Clausen i 1940 brugte egne midler ved udgivelsen af tredje udgave af sløjdlærerskolens lærebog, var det formentlig ikke uden betydning, at han lige havde arvet sin storebror, der døde ugift i 1939, og med hvem han delte bolig i en Frederiksberg-villa.

Ved testamentarisk bestemmelse oprettedes der et legat til fremme af Dansk Skolesløjd efter Krog Clausens død i 1949, idet han var ugift og døde uden livsarvinger. Legatformuen blev opgjort til 79.293,56 kr. 
 Han døde i sit hjem Kronprinsensvej 9 på Frederiksberg og blev begravet 15. oktober 1949. Gennem »Dansk Skolesløjd« (medlemsblad for Dansk Sløjdlærerforening) blev der samlet penge ind til mindestenen på graven, hvor der nederst står »Venner satte dette Minde«. Graven på Solbjerg Parkkirkegård hjemfalder i 2020 (4. afd., nr. 229). – Der var ikke plads til flere navne på den eksisterende gravsten, og med Gustav Frederik Krog Clausen uddøde slægten, så uden Dansk Sløjdlærerforening havde han ikke fået sit navn på en mindesten. Mange af dem, der har villet huske ham, er også døde nu, så når man besøger hans grav (i 2010), kan man konstatere, at den oprejste familiegravsten er knækket, og den liggende mindesten over vores sløjdskoleforstander mangler et par bogstaver; de er simpelthen forsvundet som følge af tidens tand. En dag vil han nok være glemt.
- 1898 student fra Nørrebros Latin- og Realskole (med N.P. Jensen Hanstad (1859-1945) som sløjdlærer)
- 1905 cand.theol.
- 1906 sløjdlærereksamen fra Dansk Sløjdlærerskole
- 1.5.1907-1936 lærer på Lollandsvejens Skole på Frederiksberg
- 1912-1918 leder af Dansk Sløjdlærerskole for Dansk Sløjdforening (Skolen var ejet af Aksel Mikkelsen indtil 1918)
- 1918–1949 forstander for Dansk Sløjdlærerskole i statsligt regi (deltidsstilling, idet der først fra 1966 blev udbudt helårskurser)
- Tilsynsførende med husflid og sløjd ved opdragelseshjemmene
- 1931–1949 sløjdinspektør under Undervisningsministeriet for Dansk Skolesløjd
- 1935 Ridderkorset. Udnævnt til Ridder af Dannebrog i forbindelse med Dansk Skolesløjds 50-års jubilæum
- Næstformand i Dansk Husflidsselskab

## Udgivelser
- Dansk Sløjdlærerskole 1918-45
- Arbejdsstillinger ved Dansk Skolesløjd, 1923
- Smaasløjdsystemet, 1934 (sammen med sløjdlærerskolens lærere)
- Dansk Skolesløjd, Historie, Modeltegninger, 1935
- Lærebog i Dansk Skolesløjd, Træsløjdsystemet, 1940 (Grundlagt af Aksel Mikkelsen) – 3. udgave med tilskud fra Krog-Clausens egne sparepenge (32.000 kr); men han solgte den til under fremstillingsprisen af hensyn til de unge lærere, der skulle købe den!